# Slacks Creek
Slacks Creek är en del av en befolkad plats i Australien. Den ligger i kommunen Logan och delstaten Queensland, omkring 24 kilometer sydost om delstatshuvudstaden Brisbane. Antalet invånare är 5 965.
Runt Slacks Creek är det ganska tätbefolkat, med 120 invånare per kvadratkilometer.. Närmaste större samhälle är Logan City, nära Slacks Creek.
I omgivningarna runt Slacks Creek växer i huvudsak städsegrön lövskog. Genomsnittlig årsnederbörd är 1 424 millimeter. Den regnigaste månaden är januari, med i genomsnitt 275 mm nederbörd, och den torraste är oktober, med 21 mm nederbörd.